# Каранадзе Григорій Теофілович
Григорій Теофілович Каранадзе (1902, село Самікао Сенацького повіту Кутаїської губернії, тепер Грузія — травень 1970, місто Тбілісі, тепер Грузія) — один з керівників органів внутрішніх справ СРСР, міністр внутрішніх справ Грузинської РСР, генерал-лейтенант (09.07.1945). Депутат Верховної Ради СРСР 1—3-го скликань.

## Біографія
Син селянина — власника їдальні. Грузин. Закінчив три класи духовного училища в місті Ново-Сенакі, в 1918 році покинув навчання.
З квітня 1918 по березень 1921 року працював у власному господарстві в селі Самікао Сенацького повіту. З 1919 року брав участь у революційній роботі Ахалк-Сенацької молодіжної комуністичної організації. У 1920 році вступив до нелегальної комсомольської організації «Спартак», керував осередком «Спартака» в селі Самокао. З 1920 по 1921 рік був членом Абашського нелегального районного комітету спілки «Спартак».
У березні 1921 — серпні 1922 року — відповідальний секретар Абашського районного комітету КСМ (комсомолу) Грузії. У серпні 1922 — жовтні 1923 року — відповідальний секретар Душетського повітового комітету КСМ Грузії. У жовтні 1923 — вересні 1924 року — інструктор Верхньо-Сванетського повітового комітету КСМ Грузії. У вересні 1924 — жовтні 1925 року — відповідальний секретар Душетського повітового комітету КСМ Грузії.
Член ВКП(б) з січня 1925 року.
З жовтня 1925 по 1929 рік — завідувач організаційного відділу Душетського повітового комітету КП(б) Грузії. До червня 1929 року — інструктор Тифліського міського комітету КП(б) Грузії.
З червня 1929 по липень 1930 року — співробітник ДПУ Грузинської РСР. У липні 1930 — вересні 1931 року — співробітник Гурджаанського районного відділу ДПУ Грузинської РСР. У вересні — грудні 1931 року — співробітник Самтредського районного відділу ДПУ Грузинської РСР.
У грудні 1931 — липні 1934 року — відповідальний секретар Гурджаанського районного комітету КП(б) Грузії. У липні 1934 — вересні 1935 року — відповідальний секретар Караязького районного комітету КП(б) Грузії.
У вересні 1935 — вересні 1936 року — 1-й секретар районного комітету імені 26 комісарів КП(б) Грузії міста Тбілісі. У вересні 1936 — травні 1937 року — 1-й секретар Сталінського районного комітету КП(б) Грузії міста Тбілісі.
У травні 1937 — листопаді 1938 року — 1-й секретар Сігнахського районного комітету КП(б) Грузії.
Після того як НКВС СРСР очолив Лаврентій Берія, що став розставляти на ключові пости в органах своїх людей, яких він знав ще по роботі в Закавказзі, Григорій Каранадзе був призначений народним комісаром внутрішніх справ Кримської АРСР, де працював з 19 грудня 1938 по 26 лютого 1941 року. З 26 лютого по 31 липня 1941 року — народний комісар державної безпеки Кримської АРСР. 31 липня 1941 — 17 грудня 1942 року — народний комісар внутрішніх справ Кримської АРСР.
З 17 грудня 1942 по 7 травня 1943 року — народний комісар внутрішніх справ Дагестанської АРСР.
7 травня 1943 — 8 квітня 1952 року — народний комісар (з 1946 року — міністр) внутрішніх справ Грузинської РСР. Користувався довірою і заступництвом Л. П. Берії.
8 квітня 1952 року заарештований і перебував під слідством (так звана «мінгрельська справа»). Незабаром після смерті Сталіна Л. П. Берія припинив розслідування цієї справи і 10 квітня 1953 року Каранадзе був звільнений з ув'язнення, повністю реабілітований та призначений заступником міністра внутрішніх справ Грузинської РСР, де працював з 10 квітня по 12 жовтня 1953 року.
Після арешту Л. П. Берії, коли почалася «чистка» серед його висуванців, Каранадзе 12 жовтня 1953 року був спочатку переведений в розпорядження відділу кадрів МВС, а 19 грудня 1953 року звільнений з органів внутрішніх справ «за фактами дискредитації».
З грудня 1953 до 1957 року — на пенсії. З 1957 до смерті у травні 1970  року працював заступником голови Державного комітету лісового господарства Ради міністрів Грузинської РСР.

## Звання
- майор держбезпеки (31.01.1939)
- комісар держбезпеки (14.02.1943)
- комісар держбезпеки 3 рангу (14.12.1944)
- генерал-лейтенант (9.07.1945)

## Нагороди
- Орден Леніна (24.02.1946)
- чотири ордени Червоного Прапора (20.09.1943, 8.03.1944, 16.09.1945, 24.08.1949)
- Орден Вітчизняної війни I ст. (3.12.1944)
- Орден Кутузова II ст. (24.02.1945)
- два ордени Червоної Зірки (26.04.1940, 12.05.1945)
- Орден Комондора Британської імперії
- медаль «Партизанові Вітчизняної війни» 1-го ст.
- медаль «За оборону Севастополя»
- медаль «За оборону Кавказу»
- медаль «За перемогу над Німеччиною у Великій Вітчизняній війні 1941—1945 рр.»
- медаль «За доблесну працю у Великій Вітчизняній війні 1941—1945 рр.»
- медаль «За трудову доблесть»
- медаль «30 років Радянській Армії та Флоту»
- медалі
- Нагрудний знак «Заслужений працівник НКВС» (4.02.1942)